# RCA Records
RCA Records je jednou z vlajkových lodí hudebního vydavatelství Sony Music Entertainment.
Label RCA Records byl založen v roce 1901 jako Victor Talking Machine Company a začáteční písmena RCA jsou akronymem názvu společnosti Radio Corporation of America, která byla zastřešující firmou v období předcházejícím BMG.
V roce 1929 Radio Corporation of America (RCA) koupila společnost Victor Talking Machine Company, tehdy největšího světového výrobce gramofonů a gramofonových desek. Jméno vzniklé společnosti bylo RCA Victor a přešla na ni v Americe i práva na proslavenou ochrannou známku s psíkem Nipperem a nápisem “His Master’s Voice”. Britská pobočka s názvem RCA Victor, Gramophone Company se v roce 1931 spojila s britskou Columbia Graphophone Company a vytvořila EMI. (Ve stejné době se Columbia Graphophone Company zbavila své americké pobočky, kterou nakonec v roce 1938 pohltil Columbia Broadcasting System (CBS).

## Hudebníci
- Jefferson Airplane
- Jefferson Starship
- The Guess Who
- David Bowie
- Daryl Hall & John Oates
- Etta James
- Waylon Jennings
- Spike Jones
- Ke$ha
- Avril Lavigne
- Janis Martin (Rockabilly)
- Middle of the Road
- Glenn Miller
- Harry Nilsson
- Klaus Nomi
- Dolly Parton
- Elvis Presley
- Adam Lambert
- Zayn Malik
- Mikolas Josef